# 아사오구
아사오구(일본어: 麻生区)는 일본 가나가와현 가와사키시의 구이다. 구의 서쪽 일부는 마치다시와 요코하마시에 둘러싸여 있는 월경지이다.

## 지리
가와사키시의 서쪽 끝에 위치한다. 다마구, 미야마에구와 접하고 요코하마시 아오바구, 도쿄도 이나기시, 다마시, 마치다시와 접한다.

## 교통

### 철도
- 오다큐 전철
  - 오다와라선
  - 다마선

- 게이오 전철
  - 사가미하라선

- 동일본 여객철도
  - 무사시노선